# چنگدو جی-۱۰
چنگدو جی-۱۰ یک هواپیمای جنگنده چندمنظوره است که توسط شرکت چنگدوی چین برای ارتش چین طراحی و تولید شده است. این هواپیما، که در غرب به نام «اژدهای نیرومند» معروف است، می‌تواند به‌طور هم‌زمان به عنوان یک جنگنده و یک هواپیمای تهاجمی ایفای نقش کند. این هواپیما برای اجرای عملیات در هر شرایط آب و هوایی در شب و روز طراحی شده است.
طراحی این هواپیما در اواخر دهه ۱۹۸۰ به عنوان پاسخی به دو جنگنده میگ-۲۹ و سوخو-۲۷ شوروی و با الهام‌گیری و تکامل جنگنده چنگدو جی-۹ آغاز شد. جی-۱۰ در سال ۱۹۹۸ اولین پرواز خود را انجام داد و تولید انبوه آن از سال ۲۰۰۲ آغاز شد. پاکستان هم سفارش این جنگنده را داد اما بعدها با تکمیل شدن پروژهٔ جی اف ۱۷ خود خرید جی ۱۰ را لغو کرد. تعداد ساخت شده طبق منابع انگلیسی به ۴۰۰ عدد می‌رسد.

## توسعه

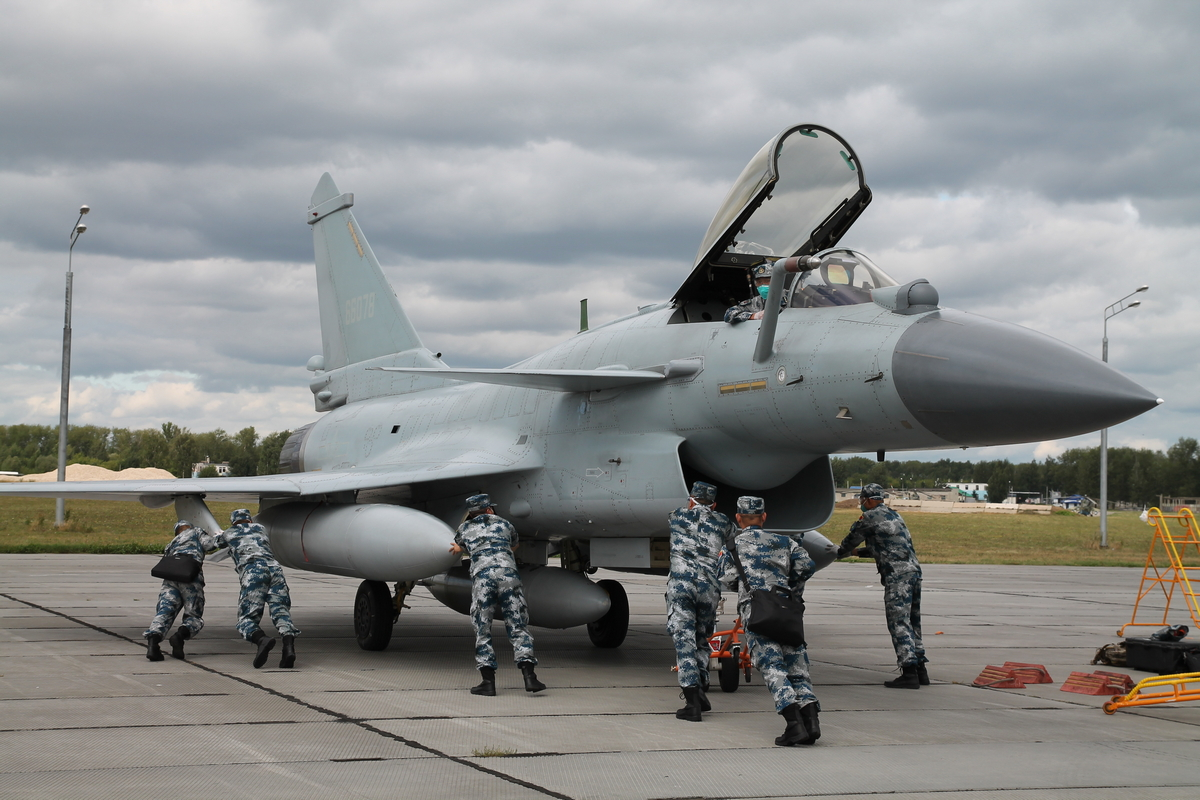
متخصصان نیروی هوایی ارتش آزادی‌بخش خلق در حال آماده‌سازی یک جی-۱۰بی برای رقابت بین‌المللی آویادارتس ۲۰۲۱

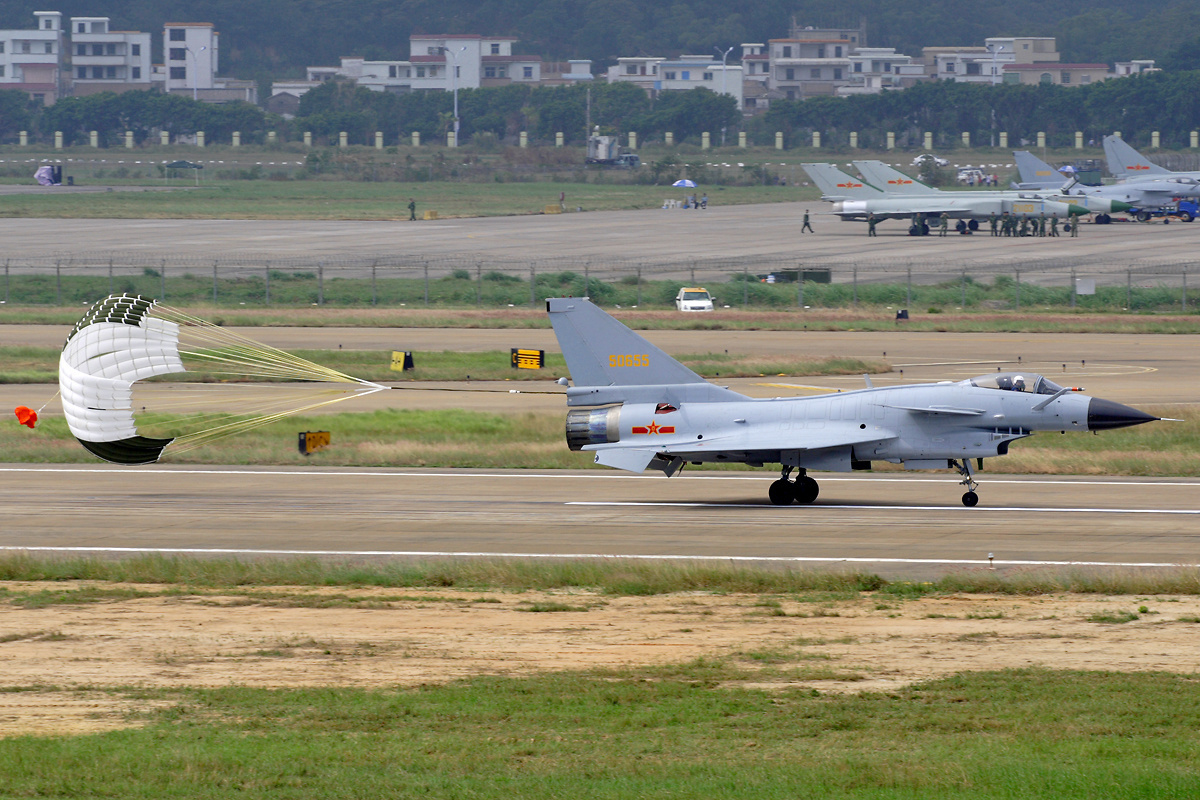
جی-۱۰ای در حال به‌کارگیری چتر ترمزی، در جوهای

در سال ۱۹۸۱، فرمانده نیروی هوایی ارتش آزادی‌بخش خلق، ژانگ تینگ‌فا، پیشنهادی را برای توسعهٔ یک جنگندهٔ نسل سوم با بودجهٔ ۵۰۰ میلیون رنمینبی به دنگ شیائوپینگ ارائه داد؛ این پیشنهاد در همان سال توسط کمیسیون نظامی مرکزی (CMC) پذیرفته شد. این نخستین برنامهٔ هواگرد چینی بود که فرایندهای مدرن توسعه و تملک را دربرمی‌گرفت. برخلاف گذشته، این بار تأمین‌کننده مستقیماً پاسخ‌گوی مشتری بود؛ این امکان را به نیروی هوایی ارتش آزادی‌بخش خلق می‌داد که نیازهایش را به‌روشنی اعلام کند و از برآورده شدن آن‌ها اطمینان یابد؛ پیش از آن تأمین‌کنندگان به نهاد مدیریتی خود پاسخ‌گو بودند که می‌توانست محصولاتی تولید کند که الزامات کاربر نهایی را برآورده نمی‌ساختند. تفاوت دیگر، انتخاب طرح از طریق رقابت بود، نه واگذاری پروژه به یک مؤسسه و استفاده از هر طرحی که آن مؤسسه ارائه می‌داد.
سه مؤسسهٔ اصلی طراحی هواگرد، طرح‌هایی را ارائه دادند. طرح شنیانگ مبتنی بر پروژهٔ لغو شدهٔ جی-۱۳ و دارای بال لبه‌دار شبیه به اف-۱۶ بود. طرح هانگدو شبیه به میگ-۲۳/سوخو-۲۴ با بال متغیر بود. طرح مؤسسه طراحی هواگرد چنگدو (CADI) الهام‌گرفته از ساب ۳۷ ویگن و مبتنی بر پروژهٔ لغو شدهٔ جی-۹ بود. طرح چنگدو در فوریهٔ ۱۹۸۴ انتخاب شد. در ماه بعد، مؤسسهٔ طراحی چنگدو و کارخانهٔ جنگنده‌سازی چنگدو به‌صورت رسمی مأمور توسعه و ساخت این هواگرد شدند. سونگ ون‌تسونگ (宋文骢) به‌عنوان طراح ارشد منصوب شد.
موتور مناسب در مرحلهٔ پیشنهاد طراحی انتخاب شد. گزینه‌ها شامل نسخهٔ ارتقایافتهٔ وشان دبلیواس-۶، دبلیوپی-۱۵ یا یک موتور جدید بود. در نهایت شنیانگ دبلیواس-۱۰ که یک موتور جدید بود، در سال ۱۹۸۳ برگزیده شد.
شورای حکومتی و کمیسیون نظامی مرکزی در سال ۱۹۸۶ برنامه را تصویب کردند و آن را با نام رمزی «پروژه شماره ۱۰» معرفی کردند. در سال‌های بعد، علاقه به برنامه کاهش یافت که این امر بودجه را محدود و روند توسعه را طولانی کرد. جنگ خلیج فارس علاقه به پیشبرد پروژه را دوباره برانگیخت و منابع کافی را فراهم ساخت.
توسعهٔ فنی کند و دشوار بود. جی-۱۰ از نظر سطح پیچیدگی، از نسل‌های پیشین هواگردهای چینی پیشرفته‌تر بود. حدود ۶۰٪ از اجزای این هواگرد به فناوری‌ها و قطعات جدید نیاز داشت، درحالی‌که به‌گفتهٔ چنگدو، در حالت عادی برای هواگردهای جدید، این میزان حدود ۳۰٪ است؛ این درصد بالا هم بازتابی از الزامات و هم بازتابی از ظرفیت محدود داخلی بود. توسعه و نوسازی صنعت هوانوردی چین به‌طور هم‌زمان با پروژهٔ جی-۱۰ پیش رفت؛ این برنامه یکی از نخستین پروژه‌هایی بود که چین از طراحی دیجیتال، مدلسازی و آزمون‌های دیجیتال در توسعه آن استفاده کرد. این موارد شامل طراحی به کمک رایانه (CAD) و محاسبه دینامیک سیالات می‌شد. جی-۱۰ نخستین هواگرد چینی بود که به‌صورت گسترده از طراحی به کمک رایانه برای طراحی سازه‌ای خود بهره برد، که طراحی دقیق آن در سال ۱۹۹۴ به پایان رسید. سامانهٔ هیدرولیک به‌دلیل محدودیت در مدلسازی دیجیتال، با مدل‌های فیزیکی آزموده شد.
اولین نمونهٔ جی-۱۰ در ژوئن ۱۹۹۷ مونتاژ شد. لی چیانگ نخستین پرواز را انجام داد که در ۲۳ مارس ۱۹۹۸ صورت گرفت؛ لی به‌دلیل تجربه‌اش با هواگردهای نسل سوم مدرن و خارجی انتخاب شده بود. یگان‌های آموزشی ارتش خلق، زودتر از زمان‌بندی پیش‌بینی‌شده، از سال ۲۰۰۳ جی-۱۰ را دریافت کردند. آزمایش‌های تسلیحاتی در پاییز همان سال انجام شد. طراحی نهایی در سال ۲۰۰۴ به‌پایان رسید. شایعات مربوط به سقوط‌ها در طول آزمایش‌های پروازی، درواقع مربوط به ایرادات موتور ای‌ال-۳۱ بود.
جی-۱۰ در سال ۲۰۰۶ به خدمت عملیاتی وارد شد. این هواگرد به‌طور رسمی در ژانویهٔ ۲۰۰۷ توسط دولت جمهوری خلق چین رونمایی شد، زمانی‌که عکس‌هایی از آن توسط خبرگزاری شین‌هوآ منتشر گردید.
مؤسسه تحقیقات هوافضای سیبری (SibNIA) در روسیه تا سال ۲۰۰۶ در برنامه مشارکت داشت. بنا به گفتهٔ این مؤسسه، نقش آن‌ها تنها به‌عنوان ناظر و راهنما در قالب «راهنمای علمی» بیان شده است.
در مه ۲۰۲۱، رادیوی ملی چین تصاویری از جی-۱۰سی مجهز به موتور دبلیواس-۱۰بی منتشر کرد؛ این نخستین بار بود که موتور دبلیواس-۱۰ به‌طور رسمی بر روی یک جی-۱۰ عملیاتی رؤیت شد.

### خاستگاه مورد مناقشه

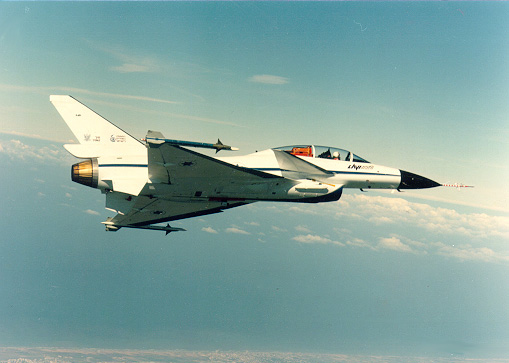
جی-۱۰ چین پیکربندی مشابهی با لاوی اسرائیلی دارد.

در سال ۱۹۸۸، وزیر دفاع اسرائیل گزارشی از ساندی تایمز را رد کرد که مدعی شده بود اسرائیل و چین توافق کرده‌اند یک جنگنده بر پایهٔ لاوی (پروژه‌ای مبتنی بر اف-۱۶) توسعه دهند. در سال ۲۰۰۶، مهندسان روسی مؤسسهٔ SibNIA معتقد بودند جی-۱۰ «کم‌وبیش نسخه‌ای» از لاوی است که در آن از «ترکیبی از فناوری‌های خارجی و روش‌های طراحی به‌دست‌آمده استفاده شده است… اما اجزای دیگری نیز از هواگردها یا فناوری‌های دیگر در پیکربندی آن وجود دارد که از منابع مختلفی به‌دست آمده‌اند». در سال ۲۰۰۸، جینز ادعا کرد که جی-۱۰ از اطلاعات فنی پروژهٔ اسرائیلی بهره برده است و به نقل از مهندسان ارشد روسی نوشت که این گفته را از همتایان چینی خود شنیده‌اند.
چینی‌ها ادعا می‌کنند ویژگی‌هایی از جی-۱۰ که گفته می‌شود از لاوی گرفته شده، درواقع برگرفته از طرح‌های پیشین خودِ سازنده است؛ برای نمونه، پیکربندی دوبالهٔ مشابه لاوی در جی-۱۰ را به فعالیت‌های چنگدو در پروژهٔ لغو شدهٔ جی-۹ در دهه‌های ۱۹۶۰ و ۱۹۷۰ نسبت می‌دهند؛ این دیدگاه مورد حمایت سونگ ون‌تسونگ قرار دارد، کسی که روی جی-۹ کار کرده و بعداً به‌عنوان طراح ارشد جی-۱۰ منصوب شد و همچنین مورد تأیید سرتیپ دوم نیروی هوایی ارتش خلق، ژانگ وی‌گانگ، نیز قرار گرفته است.

## استفاده‌کنندگان
چین

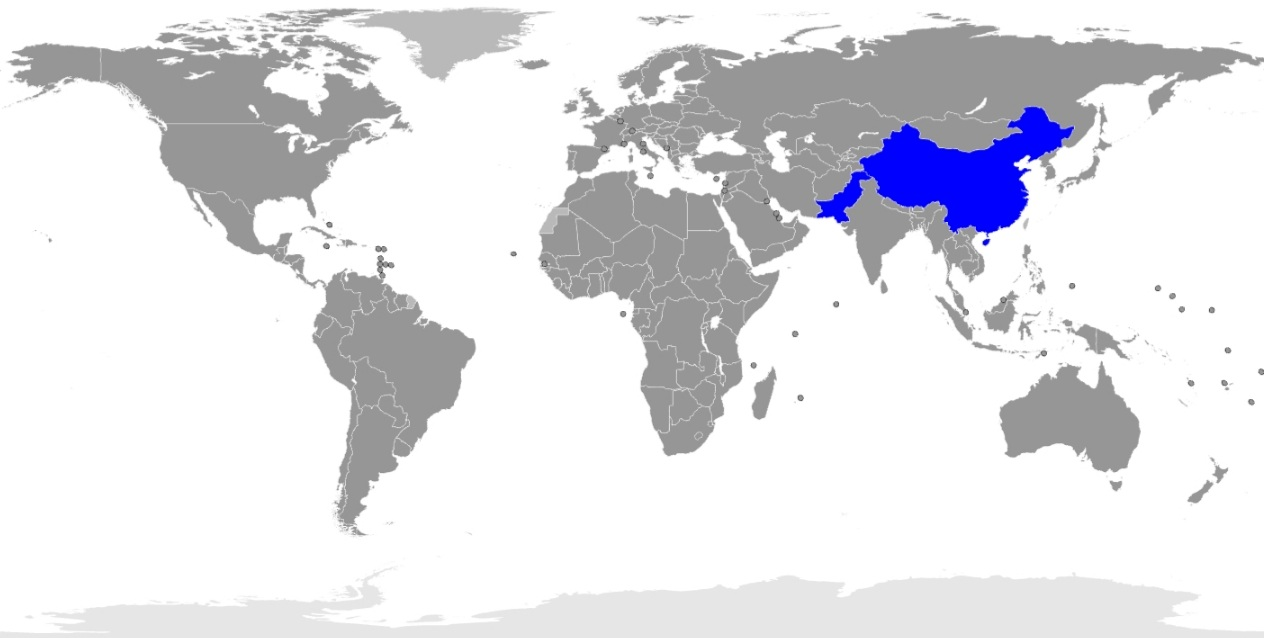
نقشهٔ استفاده‌کنندگان جنگنده چنگدو جی ۱۰ با رنگ آبی

- نیروی هوایی ارتش آزادی‌بخش خلق: تعداد ۲۳۶ فروند جی ۱۰آ، ۵۵ فروند جی ۱۰بی، ۲۲۰ فروند جی ۱۰سی و ۷۷ فروند جی ۱۰اس تا سال ۲۰۲۳[۱۹]

 پاکستان
- نیروی هوایی پاکستان: ۳۶ فروند جی ۱۰سی‌ئی[۲۰][۲۱]

## حوادث و سوانح
در ۱۲ نوامبر ۲۰۱۶، یک پرواز آموزشی متعلق به تیم آکروباتیک اول اوت در استان هه‌بی دچار تصادف در آسمان شد. در این حادثه، یک فروند جنگندهٔ دو نفرهٔ جی ۱۰ سقوط کرد. کاپیتان یو شو، نخستین زن چینی که موفق به دریافت گواهی‌نامهٔ پرواز با جنگندهٔ جی ۱۰ شده بود، به‌همراه کمک‌خلبان ایجکت کرد؛ اما پس از خروج از هواپیما، یو با یک جنگندهٔ جی ۱۰ دیگر برخورد کرد و جان باخت.
در اکتبر ۲۰۲۰، روزنامهٔ ارتش آزادی‌بخش خلق گزارش داد که یک فروند جنگندهٔ جی ۱۰ پس از برخورد یک پرنده با موتور آن سقوط کرده است. در پی از کار افتادن موتور، خلبان موفق به ایجکت شد و از این حادثه جان سالم به‌در برد.

## نگارخانه

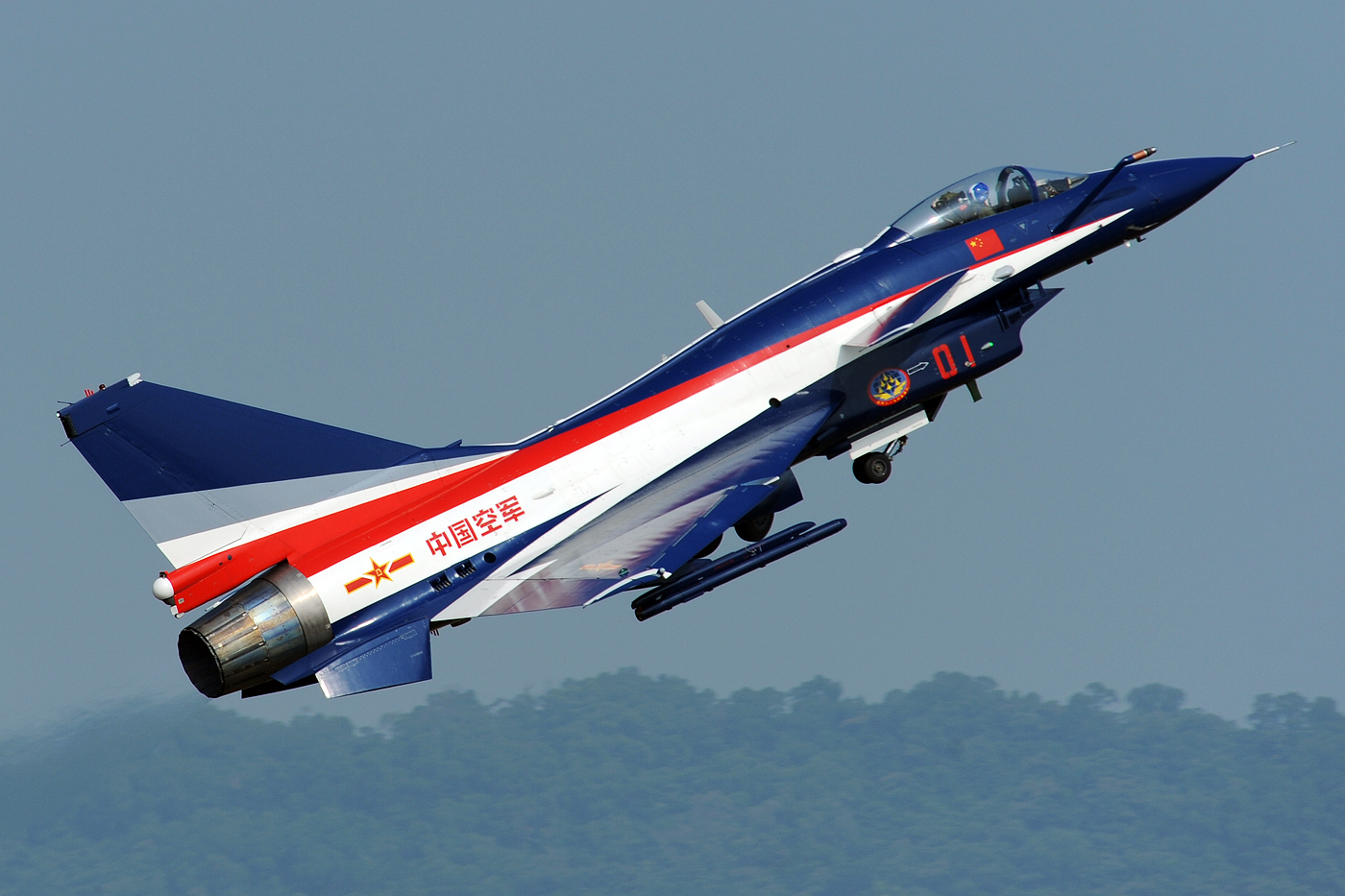
عضو تیم آکروجت چین
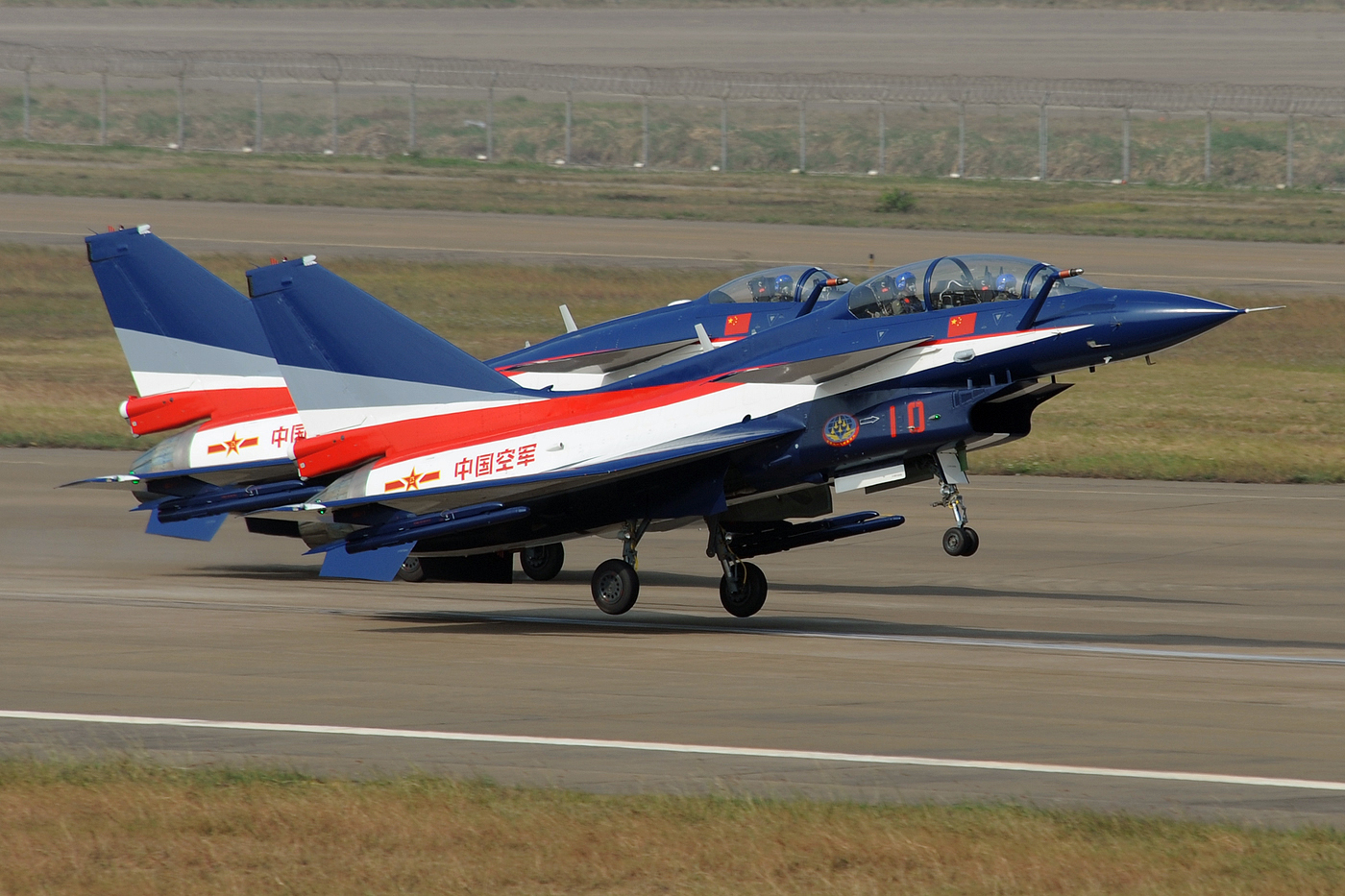
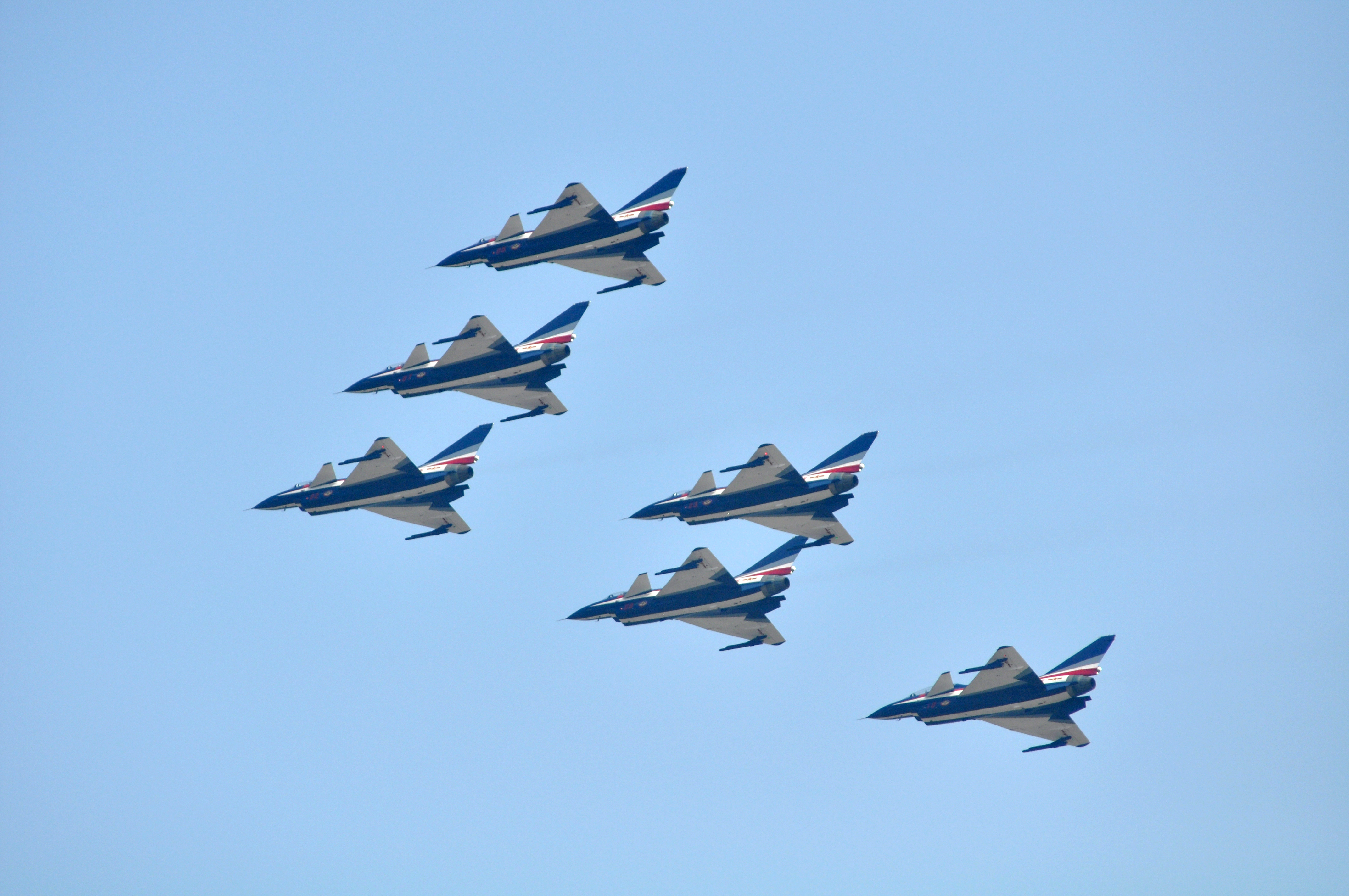
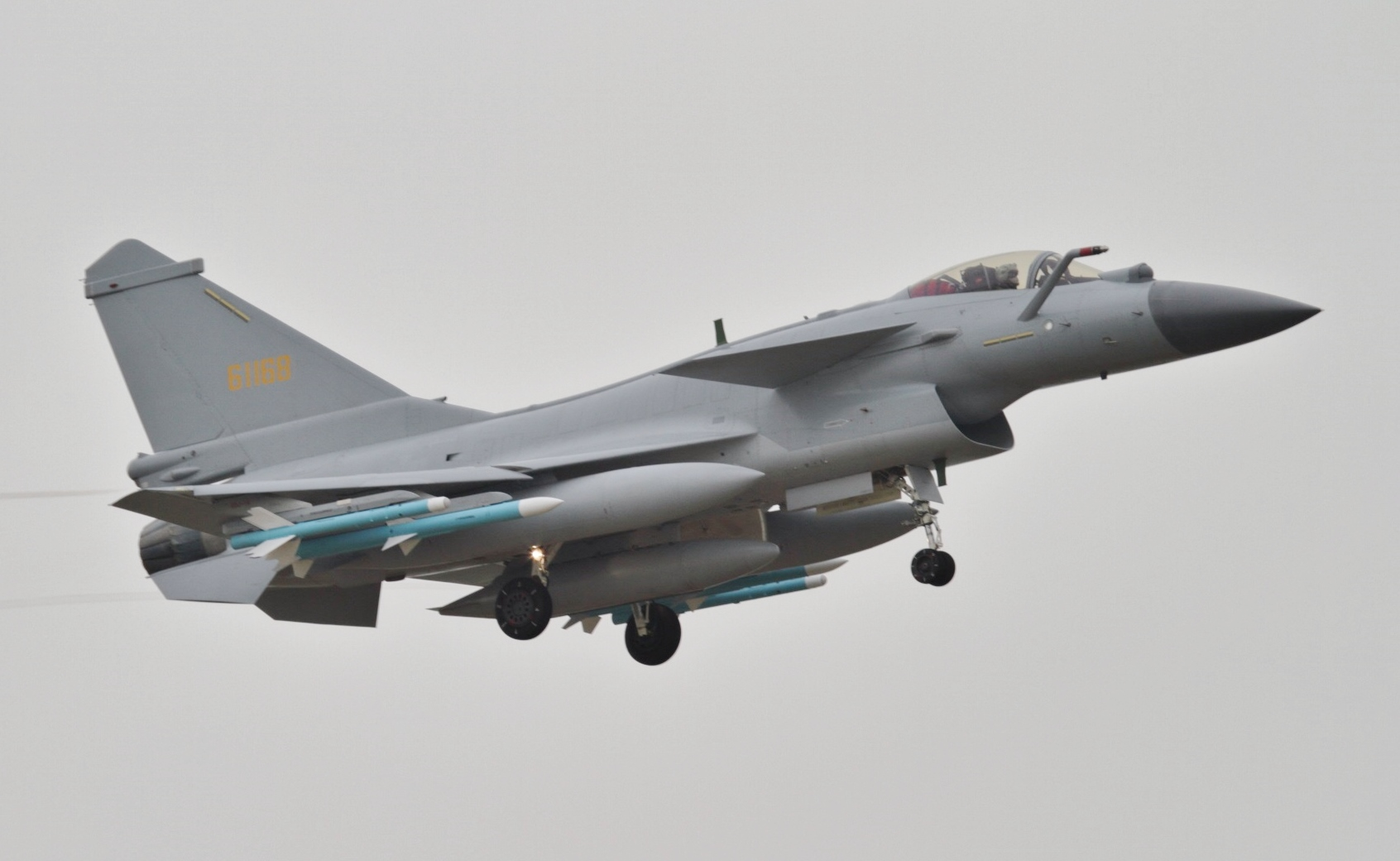
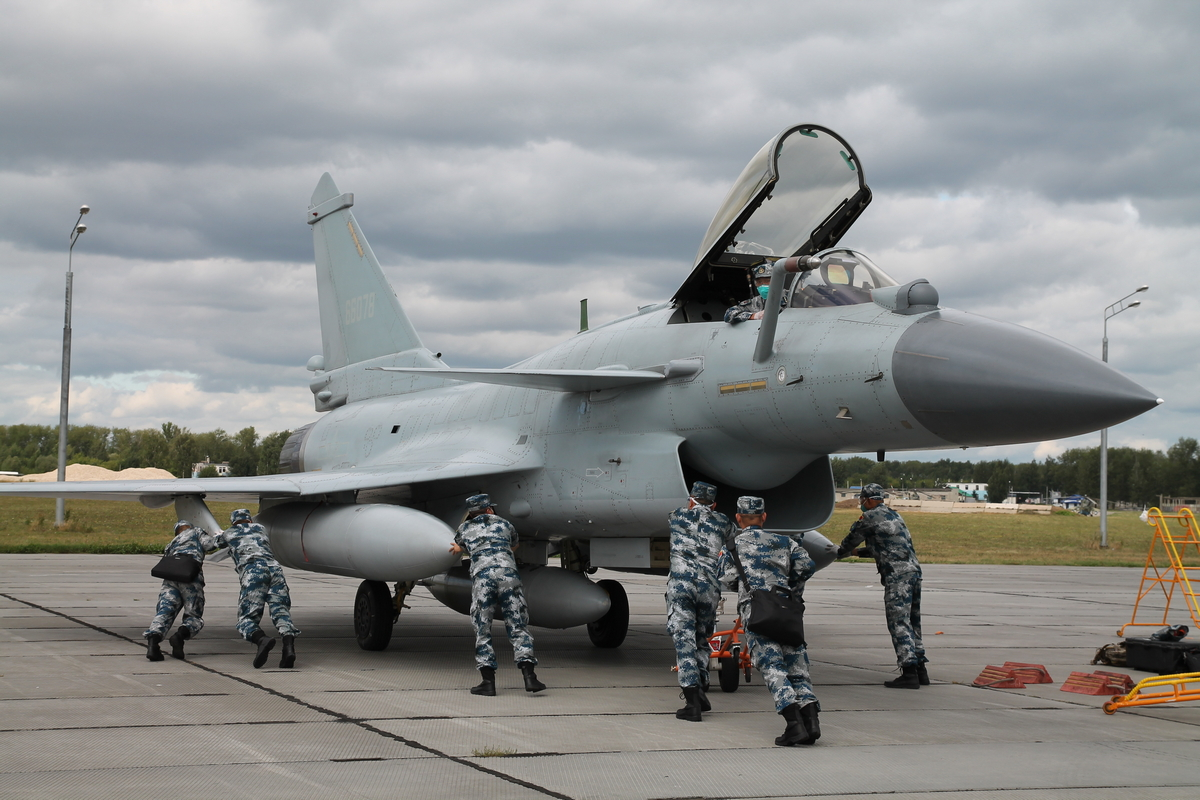
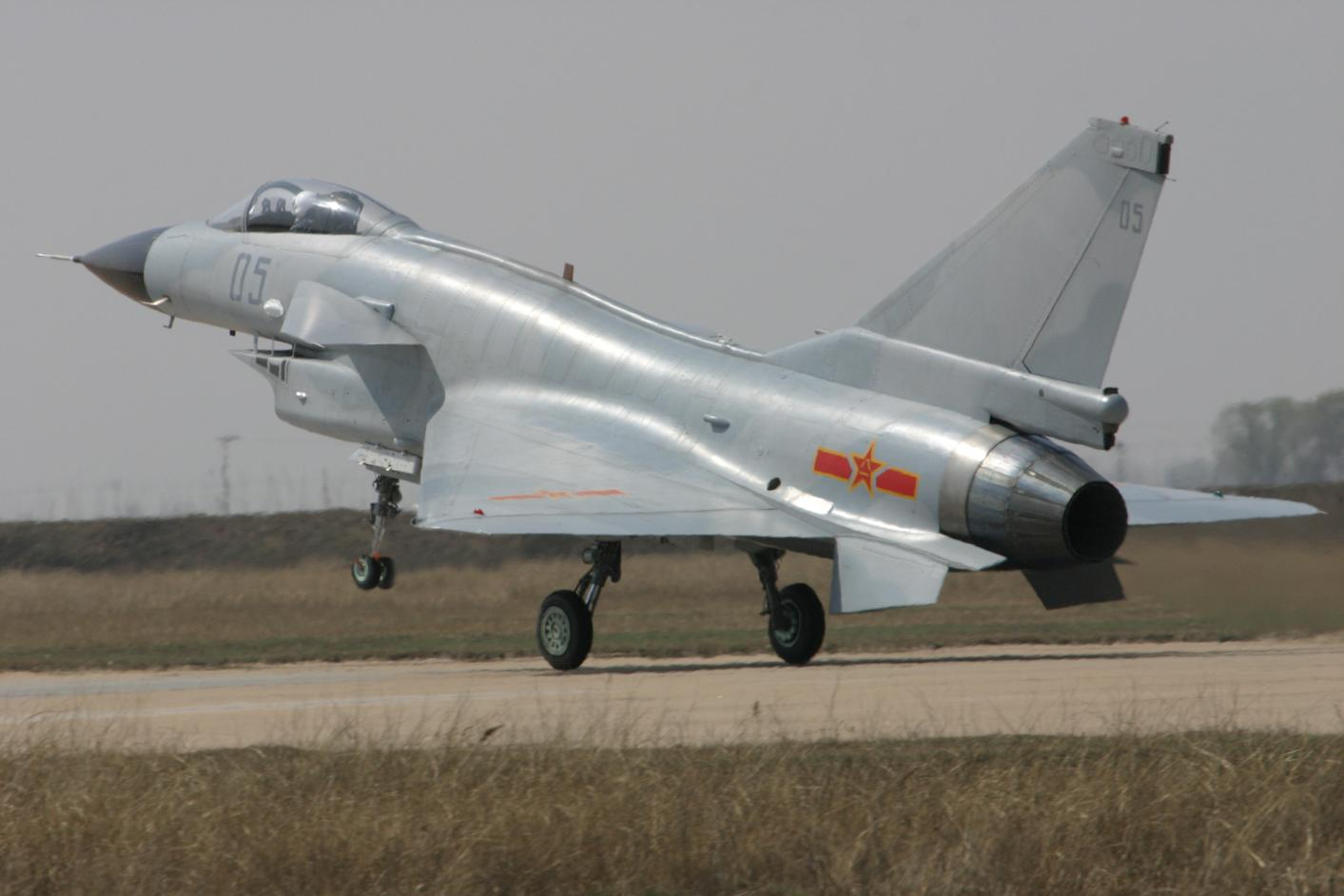
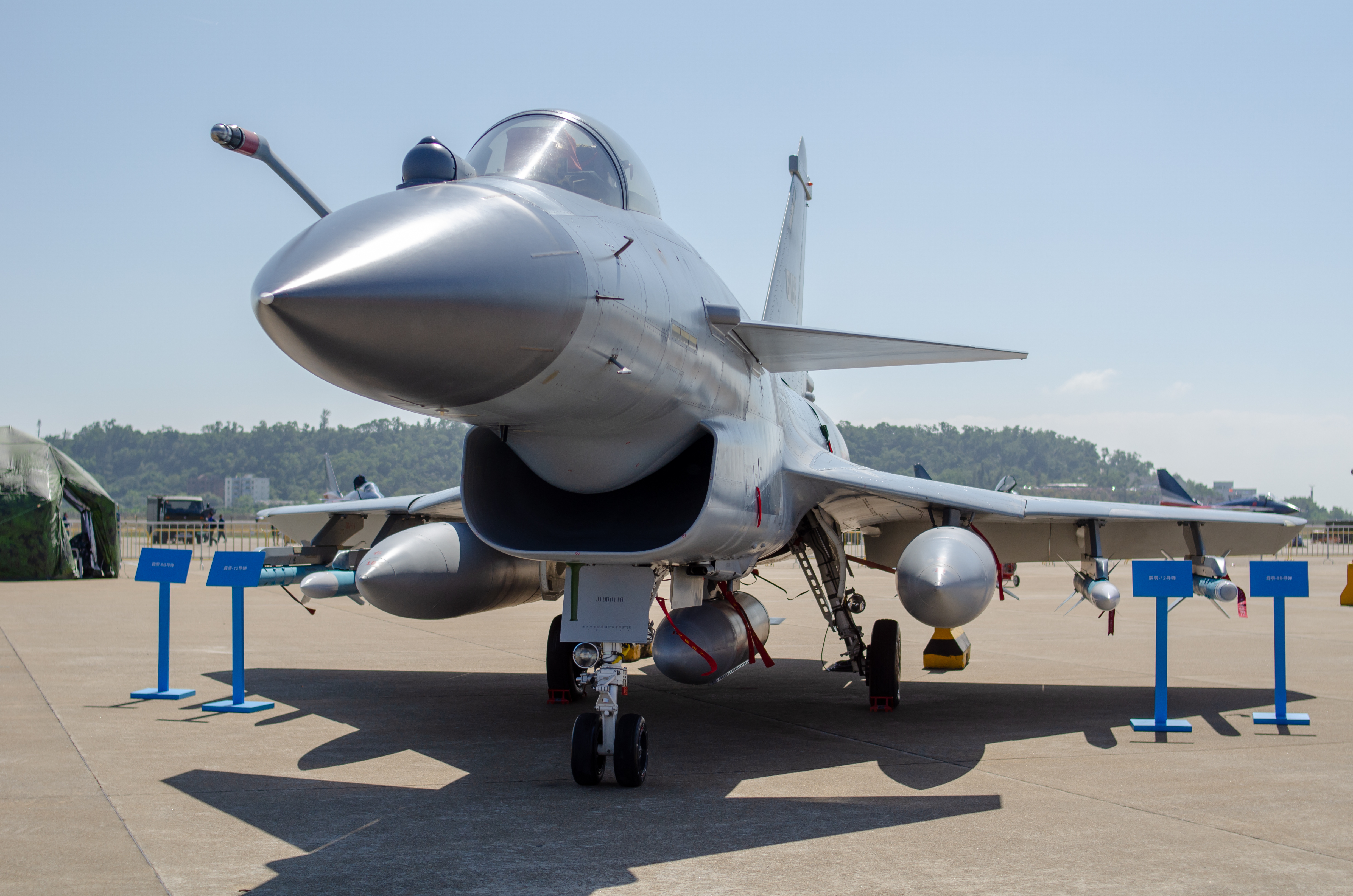
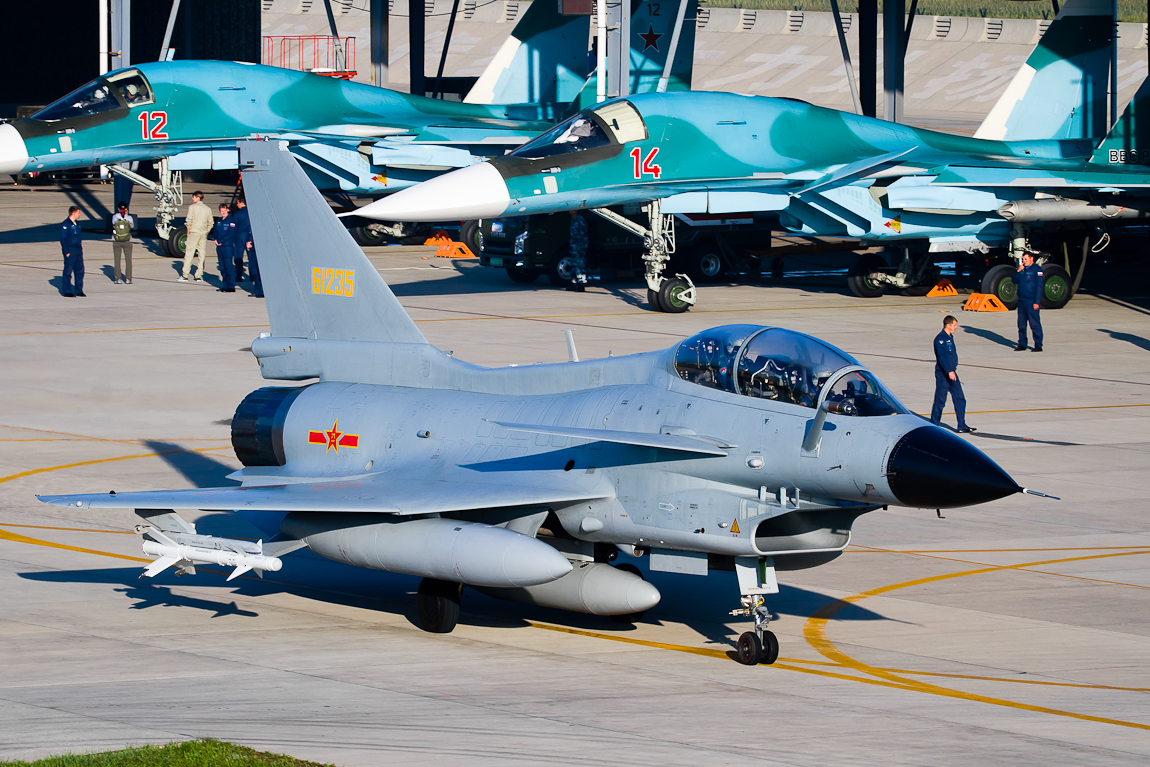

## مشخصات فنی (J-10A)

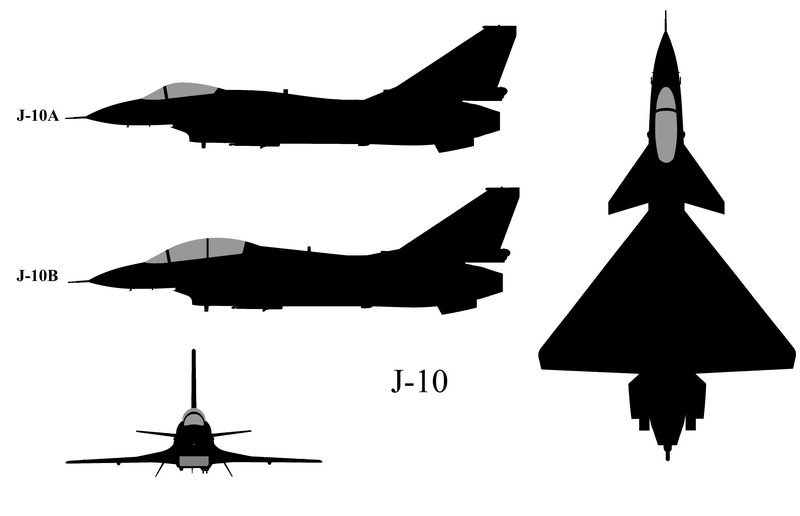

داده‌ها از 
ویژگی‌های عمومی
- خدمه: ۱
- طول: ۱۶٫۴۳ متر (۵۳ فوت ۱۱ اینچ)
- پهنای بال: ۹٫۷۵ متر (۳۲ فوت ۰ اینچ)
- ارتفاع: ۵٫۴۳ متر (۱۷ فوت ۱۰ اینچ)
- مساحت بال‌ها: ۳۳ متر مربع (۳۶۰ فوت مربع)
- وزن خالی: ۹٬۷۵۰ کیلوگرم (۲۱٬۴۹۵ پوند) [۲۴]
- وزن ناخالص: ۱۲٬۴۰۰ کیلوگرم (۲۷٬۳۳۷ پوند)
- بیشترین وزن برخاست: ۱۹٬۲۷۷ کیلوگرم (۴۲٬۴۹۹ پوند) [۲۵][۲۴]
- پیشرانه: ۱ عدد afterburning turbofan engines Saturn-Lyulka AL-31FN, ۷۹٫۴۳ کیلونیوتن (۱۷٬۸۶۰ پوند-نیرو) thrust   (or WS-10A) dry, ۱۲۵ کیلونیوتن (۲۸٬۰۰۰ پوند-نیرو) با پس‌سوز

عملکرد
- بُرد: ۳٬۲۰۰ کیلومتر (۲٬۰۰۰ مایل، ۱٬۷۰۰ مایل دریایی) [۲۴][۲۶]
- بُرد رزمی: ۱٬۲۵۰ کیلومتر (۷۸۰ مایل، ۶۷۰ مایل دریایی) [۲۴][۲۶]
- Maximum speed: Mach2.2[۲۶][۲۷]
- حداکثر ارتفاع: ۱۸٬۰۰۰ متر (۵۹٬۰۰۰ فوت) [۲۴]
- حد شتاب جی: +۹ –3[۲۴]
- بارگیری بال: ۳۸۱ کیلوگرم بر متر مربع (۷۸ پوند بر فوت مربع)
- نیرو/وزن: 1.15 (with Saturn AL-31FN3); 1.16 (with WS-10A)
- ' نرخ چرخش آنی: 31+ درجه در ثانیه
- ' نرخ رول: 300+ درجه در ثانیه